# Klokočí, Semily
Klokočí là một làng thuộc huyện Semily, vùng Liberecký, Cộng hòa Séc.